# Aglaiocercus
Aglaiocercus  (langstaartnimfen) is een geslacht van vogels uit de familie kolibries (Trochilidae) en de geslachtengroep Lesbiini (komeetkolibries). Er zijn drie soorten:

## Soorten
- Aglaiocercus berlepschi  – Berlepsch' langstaartnimf
- Aglaiocercus coelestis  – Violetstaartnimf
- Aglaiocercus kingii  – Langstaartnimf